# سیاوش الموتی
سیاوش الموتی مهندس آمریکایی-ایرانی است که به خاطر اختراع کد بلوک فضا-زمان مشهور شده‌است (تکنیکی مورد استفاده در ارتباطات بدون‌سیم). اختراع او در سال ۱۹۹۷ به همراه وحید تارخ ثبت شد. کد الموتی دو آنتن انتقال بلوک کد فضا-زمان است و در استانداردهای مختلفی ساخته شده‌است. او ابتدا در شرکت‌های اینتل در گروه موبایل وایرلس CTO کار می‌کرد و از مارس ۲۰۱۰ مدیر گروه R&D در اپراتور موبایل وودافون شده‌است.
در ۲۰۰۲، انجمن ارتباطات IEEE او را به عنوان نویسنده یکی از ۵۷ مقاله مهم تمام تراکنش‌هایش در ۵۰ سال گذشته دانست.
او در گروه موبیلیتی و هدایت تکنولوژی اینتل مسئول تمام استانداردهای محصولات دارای نقشه راه بوده‌است؛ این شامل فروم وایمکس، IEEE 802.16، 3GPP, OMA, WiFi و IEEE 802.11 می‌شود.
الموتی در سال ۱۹۸۰، درست پس از انقلاب تحصیل خود را در دانشگاه صنعتی شریف شروع کرد، ولی پس از انقلاب فرهنگی توسط حکومت جدید پاکسازی شد و مرتد خوانده شد. الموتی در سال ۱۹۸۲ به اسپانیا گریخت و نهایتاً در سال ۱۹۸۴، در کانادا پناهندگی سیاسی گرفت. الموتی در ونکوور به کارهای مختلفی از قبیل دلیوری پیتزا، و گارسونی رستوران پرداخت. سیاوش الموتی کارشناسی و کارشناسی‌ارشد خود را در سال‌های ۱۹۸۹ و ۱۹۹۱ در رشته مهندسی برق از دانشگاه بریتیش کلمبیا (در ونکوور کانادا) گرفته‌است و هنگام تحصیل در مقطع دکترای این دانشگاه مرخصی گرفت تا به شرکت Microtel Pacific Research بپیوندد.
تا پیش از ملحق شدن به اینتل در سال ۲۰۰۴، او در شرکت‌های ویواتو، کادنس دیزاین، سرویس‌های وایرلس AT&T و ام‌پی‌آر تلتک در رده‌های مهندسی متفاوت کار کرده‌است.
الموتی بیش از ۲۰ حق اختراع در زمینه‌های کاربردی ارتباطات بدون‌سیم و طراحی سیستم‌های بدون‌سیم دارد. او مقاله‌ها و گزارش‌های زیادی در دهه گذشته در انجمن IEEE و سازمان‌های دیگر داشته که مخاطبان تخصصی بسیاری در سطح داخل آمریکا و نیز بین‌المللی داشته‌اند.
الموتی در سال ۲۰۲۲ برنده جایزه مارکونی شد.